# Neoschizomer
Als Neoschizomere werden in der Molekularbiologie Paare oder Gruppen von Restriktionsenzymen bezeichnet, welche spezifisch die gleiche Nukleotidsequenz erkennen, diese aber in unterschiedlicher Weise spalten. Sie erzeugen nicht unterscheidbare Fragmente bei einem Restriktionsverdau, da die Restriktionsstellen nahe bei einander liegen. 
| Enzym | Quelle                  | Erkennungssequenz         | Restriktionsschnitt         | Enden                                       |
| ----- | ----------------------- | ------------------------- | --------------------------- | ------------------------------------------- |
| SmaI  | Serratia marcescens     | 5'-CCCGGG-3' 3'-GGGCCC-5' | 5'-CCC GGG-3' 3'-GGG CCC-5' | kein Überhang (glatte Enden)                |
| XmaI  | Xanthomonas malvacearum | 5'-CCCGGG-3' 3'-GGGCCC-5' | 5'-C CCGGG-3' 3'-GGGCC C-5' | 5'–Überhang mit vier Basen (klebrige Enden) |

Weitere Beispiele für Neoschizomerenpaare sind KpnI und Acc65I, SacI und EcoICRI, AatI und ZraI. Abgesehen von der Gleichheit der Erkennungssequenz bestehen zwischen Neoschizomeren oft keine größeren Ähnlichkeiten in Aminosäuresequenz und Struktur. Diese Enzyme werden aus verschiedenen Bakterienstämmen isoliert und stellen oft unterschiedliche Ansprüche für einen optimalen Restriktionsverdau.